# Jimmy Van Eaton
James Mack „Jimmy“ Van Eaton (* 23. Dezember 1937 in Memphis, Tennessee; † 9. Februar 2024 in Tuscumbia, Alabama) war ein US-amerikanischer Schlagzeuger. Van Eaton war während der 1950er-Jahre Studiomusiker bei Sam Phillips’ Label Sun Records und trug somit zum Entstehen des „Sun Sounds“ bei. Seine bekanntesten Arbeiten sind die Werke mit Jerry Lee Lewis.

## Leben

### Kindheit und Jugend
Jimmy Van Eaton wuchs in seiner Heimatstadt Memphis auf. Sein Taschengeld sparte er bereits als Kind, um sich ein Schlagzeug zu kaufen, und begann, in der neunten Klasse zu spielen. Beeinflusst wurde er vor allem von den Schlagzeugern der großen Big Bands, aber auch von schwarzem Gospel, wie Van Eaton sich später erinnerte: „It had a feel like Ray Charles and Aretha Franklin. I was in awe of this all […].“

### Studiomusiker bei Sun
Über Van Eatons Ankunft in Sam Phillips’ Sun Studio in der 706 Union Avenue gibt es verschiedene Geschichten. Während Colin Escott angibt, Van Eaton hätte bereits mit 16/17 Jahren angefangen, in Billy Lee Rileys Band zu spielen, nennt Shaun Mathers die Echoes, eine kleine Rockabilly-Band, als Kontaktpunkt. Van Eaton hätte demnach in dieser Band gespielt und einige Demoaufnahmen im Sun Studio gemacht, als Toningenieur Jack Clement dies hörte und ihn für Rileys zweite Session engagierte. In dieser Band soll auch Marvin Pepper, ebenfalls späterer Studiomusiker für Sun, gespielt haben.
Klar ist jedoch, dass Van Eaton Ende 1956 zum ersten Mal als Studiomusiker eingesetzt wurde. Zusammen mit dem Gitarristen Roland Janes wurde er Mitglied der Little Green Men, der Begleitband Billy Lee Rileys und zugleich die Hausband des Labels. Aus dieser ersten Session entstand unter anderem der Klassiker Flyin‘ Saucer Rock and Roll. Ebenfalls Ende 1956 kam der junge Pianist Jerry Lee Lewis zu Sun, den Roland Janes und Van Eaton von da an bei Studioaufnahmen wie auch auf Tourneen begleiteten. Die meisten von Lewis’ Songs wurden bereits beim ersten Mal eingespielt, Arrangements oder ähnliches gab es nicht: „with Jerry, you just hung after him, man. ‘Crazy Arms’, his first record – we only did that one time, just the drum and the piano. We didn’t even have any other instruments on there.“ Van Eaton und Lewis wussten genau, was der jeweils andere spielte und waren perfekt darauf abgestimmt. Die meisten Aufnahmen wurden nach dem gleichen Schema abgehandelt: Lewis suchte einen Song aus, begann zu spielen und dann setzte Roland Janes ein, der versuchte, ein „Gefühl“ für das Stück zu bekommen und schließlich kam Van Eaton dazu.
Zwischen 1956 und 1959 wurde Van Eaton von Sam Phillips für unzählige Studio-Sessions genutzt. Zu den weiteren Künstlern, die er begleitete, zählen neben Lewis und Riley auch Johnny Cash, Roy Orbison, Luke McDaniel, Jimmy Pritchett, Jimmy Wages, Ray Smith, Cliff Thomas, Hayden Thompson, Bill Justis, Ed Bruce, Ray Scott, Dickey Lee, Tommy Blake und viele weitere. Da aber kaum einer von Suns Musikern von den Einnahmen der Sessions leben konnte, trat Van Eaton auch als Begleitmusiker bei Tourneen von Billy Lee Riley, Roy Orbison und Conway Twitty auf.

### Weggang von Sun
1959, nachdem bereits Jack Clement und Bill Justis Sun verlassen hatten, wuchs auch Van Eatons Unzufriedenheit, und er beendete die Zusammenarbeit. 1960 spielte er die beiden Instrumentals Foggy / Beat-Nik für Rileys Label Rita Records ein und arbeitete als Musiker für Fernwood Records, Hi Records, Rita und Pepper Records (unter anderem ist er auf Harold Dormans Hit Mountain of Love zu hören).
Danach kehrte Van Eaton dem Musikgeschäft aber mehr und mehr den Rücken und arbeitete danach im Automaten-Geschäft. Erst in den 1970er-Jahren gründete er eine kleine Gospelgruppe und tat sich in den 1980er-Jahren wieder mit einigen seiner alten Weggefährten zusammen. Er war Gründungsmitglied der Sun Rhythm Section, spielte mit Billy Lee Riley und Roland Janes auf dem 706 Reunion Album, auf Charlie Feathers Elektra-Album und auf Rileys Hightone-Album. Er setzte sich danach weitestgehend zur Ruhe. Seine letzte Studioarbeit machte er 1998 auf dem Album The Beat Goes On.

## Diskografie
| Jahr                    | Titel                                                    | Label #   |
| ----------------------- | -------------------------------------------------------- | --------- |
| 1960                    | Foggy / Beat-Nik                                         | Rita 1004 |
|                         | Midnite Blues / Bo Diddley                               | Nita 127  |
| Unveröffentlichte Titel |                                                          |           |
|                         | - Bo Diddley (alt. Version) - Jump Back - Something Else |           |